# Kościół Santa Maria in Via
Kościół Santa Maria in Via (wł. Chiesa di Santa Maria in Via) – rzymskokatolicki kościół tytularny w Rzymie.
Świątynia ta jest kościołem parafialnym oraz kościołem tytularnym.
Pochodzenie określenia „in Via” (na ulicy) jest niejasne, zwłaszcza że większość kościołów w mieście jest zlokalizowana przy jakiejś ulicy lub niedaleko od niej. Istnieją różne próby wytłumaczenia tej nazwy:
- może wiązać się z położeniem kościoła dość blisko Via Lata[3], z tym że istnieje inny kościół określany jako Santa Maria in Via Lata, który leży bliżej tej ulicy, a co więcej jest starszy[2];
- może być zniekształconym łacińskim wyrazem vinea (winnica) lub vine (winorośl)[2];
- być może kościół został rzeczywiście pierwotnie zbudowany na środku jakiejś dawnej ulicy[2].

## Lokalizacja
Kościół znajduje się w II Rione Rzymu – Trevi przy Via del Mortaro 24.

## Historia
Początki kościoła są nieznane. Przypuszczalnie ten właśnie kościół został wymieniony w bulli papieża Jana XII z 962 roku, potwierdzającej wcześniejszy dokument z 955 roku Agapita II. Natomiast pewne odniesienie w dokumentach do tego kościoła  pochodzi z 1042 roku.
Kościół pełnił rolę parafialnego od dawnych czasów. W 1205 roku został formalnie ustanowiony jako kościół parafialny zależny od San Marcello al Corso.
W XIII wieku kardynał Pietro Capocci mieszkał w pobliżu tego kościoła. W jego stajni była studnia, która w nocy z 26 na 27 września 1256 roku przelała się. Spłoszone konie zaalarmowały mieszkańców, którzy znaleźli unoszący się na wodzie wizerunek Najświętszej Maryi Panny namalowany na terakotowej tabliczce. Papież Aleksander IV uznał to wydarzenie za cudowne i nakazał budowę kaplicy poświęconej temu wizerunkowi. Nowa kaplica została wzniesiona nad studnią jako aneks starszego kościoła.
Kościół został gruntownie przebudowany w latach 1491-1513 na polecenie papieża Innocentego VIII. W 1513 roku papież Leon X przekazał go zakonowi serwitów. Rozpoczęli oni kolejną przebudowę kościoła, przy której zatrudnili Giacomo della Porta, a następnie Francesco da Volterra. Kościół dokończył, po pewnej przerwie, Carlo Francesco Lambardi, który również wykonał podstawową dekorację wnętrza oraz zainstalował ołtarze w 1609 roku. Fasada została ukończona w 1681 roku przez Carla Rainaldiego.
Wnętrze zostało odrestaurowane w połowie XIX wieku przez Virginio Vespignani, który dodał polichromowane marmurowe dekoracje. Pod koniec XIX wieku rozebrano budynki przylegające do kościoła po jego północnej stronie, w konsekwencji w 1897 roku wykonano boczną fasadę kościoła, której architektem był Mazzolini. W 2006 roku zakończono renowację kościoła.

## Architektura i sztuka
Fasada została wykonana z trawertynu, ma ona dwie kondygnacje. Pierwsza kondygnacja ma cztery pilastry korynckie wspierające belkowanie z wystającym gzymsem i dedykacyjnym napisem na fryzie: Deo in hon [orem] Mariae virginis matris Dei, d [e] d [icata] a [nno] MCCLVI („Dedykowany Bogu na cześć Maryi Dziewicy Matki Bożej, roku 1256”). Pomiędzy kapitelami pilastrów znajdują się panele zdobione festonami, wstążkami i głowami puttów. Drzwi wejściowe otaczają korynckie kolumny podtrzymujące trójkątny naczółek z popiersiem w wieńcu. Po obu stronach wejścia znajdują się prostokątne okna, a pod nimi puste tabliczki z podniesionymi krawędziami.
Druga kondygnacja jest wyższa od nawy leżącej za nią. Znajduje się na niej para pilastrów w tym samym stylu jak na dolnej kondygnacji,  wspierają one belkowanie i fronton. Pośrodku znajduje się duże prostokątne okno otoczone korynckimi kolumnami podtrzymującymi fronton nad oknem. Para gigantycznych podwójnych wolut obramowuje tę kondygnację.
Kościół jest trójnawowy z krótkim prezbiterium i apsydą. Nawy boczne zostały podzielone ścianami na kaplice boczne, po cztery kaplice po obu stronach, przy czym kaplica ze studnią jest dwa razy głębsza niż pozostałe, w efekcie czego wystaje poza zewnętrzną ścianę po tej stronie.
Na sklepieniu nawy głównej znajduje się XVIII-wieczny fresk autorstwa Giovanniego Domenico Piastriniego  przedstawiający Pierwszą mszę św. Filipa Benicjusza.
Ołtarz główny z polichromowanego marmuru pochodzi z 1758 roku, w jego centrum znajduje się figura Matki Bożej Bolesnej autorstwa Ferdinando Raggi z 1763 roku.

### Kaplice boczne
Kaplica studni
Pierwsza kaplica po prawej to kaplica Madonna del Pozzo, zbudowana przez Giovanniego Battistę Canobi, którego pomnik znajduje się po lewej stronie. Po prawej stronie jest studnia, wokół której zbudowano kaplicę. W ołtarzu znajduje się ikona z XIII wieku, która unosiła się na wodzie w tej studni oprawiona w polichromowany marmur i alabastrową pietra dura.  Wizerunek ten został ukoronowany 17 stycznia 1646 roku została ukoronowana
Kaplica jest ozdobiona obrazami Zwiastowanie, Adoracja Mędrców i Narodzenie przez Cavalier d'Arpino. Obraz po prawej, przedstawiający kardynała Capocci otrzymującego ikonę, pochodzi ze szkoły Caravaggia. Freski sklepienia przedstawiające Koronację Najświętszej Maryi Panny są autorstwa Michelangelo Bedini z 1946 roku.

Kaplica św. Filipa Benicjusza
Druga kaplica po prawej stronie poświęcona jest św. Filipowi Benicjuszowi. Ołtarz przedstawiający świętego w ekstazie jest dziełem Antonio Circignani. Z kolei malowidła na ścianach są autorstwa Tommaso Luiniego, na prawej ścianie przedstawiono świętego darowującego swój habit biedakowi, a na lewej pogrzeb świętego. Na suficie znajdują się trzy panele freskowe, również autorstwa Circignaniego, przedstawiające sceny z życia patrona kaplicy.
Kaplica Zwiastowania
Trzecia kaplica po prawej to kaplica Aldobrandini, poświęcona Zwiastowaniu Najświętszej Maryi Pannie. Została ona wyposażaona w 1596 roku przez kardynała Pietro Aldobrandini, natomiast w 1750 roku dokonano ponownej aranżacji. W posadzce znajduje się herb rodowy inkrustowany marmurem. Ołtarz przedstawiający Zwiastowanie jest autorstwa Cavalier d'Arpino, został on odnowiony w XIX wieku przez Francesco Coghetti. Autorem fresków na ścianach był również Cavalier d'Arpino, po prawej znajduje się Narodzenie, a po lewej Adoracja Trzech Króli.
Freski na sklepieniu są dziełem braci Jacopo i Francesco Zucchi z Florencji z 1595-1596 roku i przedstawiają Boga Ojca w eliptycznym tondo pośrodku, natomiast po bokach są cztery panele: Noli Me Tangere, Przemienienie Pańskie, Zesłanie Ducha Świętego i Wniebowzięcie.
Kaplica Świętej Trójcy
Czwarta kaplica po prawej została zaprojektowana przez Carlo Francesco Lambardiego jako jego własna kaplica rodowa i dedykowana jest Trójcy Świętej. Ołtarz z przedstawieniem Trójcy Świętej jest dziełem złożonym z nałożonym drewnianym krzyżem z XVI wieku, natomiast na obrazie znajdują się postacie świętych Jana Chrzciciela, Franciszka z Asyżu, Marii Magdaleny i świętego uważanego za Jana Ewangelistę, jest to dzieło Cristoforo Casolani. Mały obrazek na ołtarzu przedstawia Matkę Bożą jako małą dziewczynkę z jej matką św. Anną.
Carlo Francesco Lombardi sam namalował fresk na prawej ścianie, który przedstawia Ukazanie się Abrahamowi trzech aniołów, fresk Cherubino Albertiego po lewej przedstawia Arkę Przymierza.

Kaplica św. Andrzeja
Pierwsza kaplica po lewej stronie poświęcona jest św. Andrzejowi Apostołowi. Ołtarz przedstawiający świętego to dzieło Giuseppe Franco.
Kaplica Najświętszego Serca
Druga kaplica po lewej stronie poświęcona jest Najświętszemu Sercu Jezusa. Ołtarz z 1961 roku jest autorstwa Tarsicio Bendiniego.
Kaplica Siedmiu świętych Założycieli
Trzecia kaplica po lewej jest dedykowana Siedmiu świętym Założycielom zakonu serwitów. Zostali oni przedstawieni na ołtarzu razem z Matką Bożą, jest to dzieło autorstwa Giovanniego Bigattiego.
Kaplica św. Peregryna
Czwarta kaplica po lewej stronie poświęcona jest św. Peregrynowi Laziosi. Ołtarz, dzieło Giuseppe Montesantiego z połowy XVIII wieku, ukazuje świętego mającego wizję ukrzyżowanego Chrystusa, który uleczył go z raka na nodze.

## Kardynałowie prezbiterzy
Kościół Santa Maria in Via jest jednym z kościołów tytularnych nadawanych kardynałom-prezbiterom (Titulus Sanctae Mariae in Via). Tytuł ten został ustanowiony przez papieża Juliusza III 4 grudnia 1551 roku
- Fulvio della Corgna OSIoHier (1551-1555)
- Giacomo Puteo (1555-1563)
- Alessandro Sforza (1565-1581)
- vacat (1581-1585)
- Vincenzo Lauro (1585-1589)
- Giovanni Francesco Morosini (1590-1596)
- Silvio Savelli (1596-1599)
- Robert Bellarmin SJ (1599-1605)
- vacat (1605-1621)
- Stefano Pignatelli (1621-1623)
- vacat (1623-1630)
- Gil Carrillo de Albornoz (1630-1643)
- Francesco Angelo Rapaccioli (1643-1650)
- Carlo Rossetti (1653-1654)
- Francesco Albizzi (1654-1671)
- César d’Estrées (1672-1675)
- Carlo Carafa (1675-1680)
- vacat (1680-1689)
- Francesco Maidalchini (1689-1691)
- Jacopo Boncompagni (1696-1724)
- Melchior de Polignac (1724-1725)
- vacat (1725-1728)
- Francesco Antonio Finy (1728-1729)
- Carlo Vincenzo Maria Ferreri OP (1729-1742)
- Giuseppe Pozzobonelli (1743-1758)
- Pietro Francesco Bussi (1759-1765)
- vacat (1765-1767)
- Antonio Branciforte Colonna (1767-1786)
- vacat (1786-1801)
- Girolamo della Porta (1801–1802)
- Michele di Pietro (1802-1816)
- Giorgio Doria Pamphili (1816-1818)
- vacat (1818-1823)
- Carlo Maria Pedicini (1823-1828)
- vacat (1828-1837)
- Luigi Amat di San Filippo e Sorso (1837-1852)
- François Auguste Ferdinand Donnet (1853-1882)
- vacat (1882-1889)
- François-Marie-Benjamin Richard de la Vergne (1889-1908)
- Agostino Richelmy (1911-1923)
- Patrick Joseph Hayes (1924-1938)
- Thomas Tien Ken-sin SVD (1946-1967)
- vacat (1967–1973)
- Paul Yoshigorō Taguchi (1973–1978)
- Joseph-Marie Trịnh Văn Căn (1979-1990)
- Egano Righi Lambertini (1990–2000)
- Antonio José González Zumárraga (2001−2008)
- Raúl Eduardo Vela Chiriboga (2010–2020)
- Filipe Neri Ferrão (od 2022)